# 流體壓力
流体压力是由流体（水，空气等）在某些位置产生的压力，可以产生于以下两种条件：
1. 开放式条件，如海洋，游泳池或是大气中；或者是
2. 封闭式条件，如输水管线和输气管线。

开放条件下的压力通常能够近似的作为静止压或者说是流体静止时的压力（即使在海洋中也会有波浪和洋流），因为这种情况下流体运动对压力的影响是可忽略的。这些状态下流体应遵守流体静力学的基本原则。静止流体中任一给定点的压力通常被称为流体静压。
对于封闭体系内的流体，流体不运动时处于静态；流体在封闭容器中沿着管道运动或通过风口时处于动力学状态。封闭条件下的流体压力遵守流体动力学的基本原则。
流体压力的概念一般被认为来自于帕斯卡和丹尼尔·伯努利的开创性研究。

## 应用
- 自流井
- 血压
- 液压压头
- 植物细胞稳定性
- 毕达哥拉斯杯